# Liste der Kulturdenkmale in Metzingen
In der Liste der Kulturdenkmale in Metzingen sind Bau- und Kunstdenkmale der Stadt Metzingen in Baden-Württemberg verzeichnet. Grundlage dieser Auflistung war das Verzeichnis der unbeweglichen Bau- und Kunstdenkmale des Regierungspräsidiums Tübingen mit Stand vom 22. Juli 2013.

## Allgemein
- Bild: Zeigt ein ausgewähltes Bild aus Commons, „Weitere Bilder“ verweist auf die Bilder im Medienarchiv Wikimedia Commons.
- Bezeichnung: Nennt den Namen, die Bezeichnung oder die Art des Kulturdenkmals.
- Lage: Straßenname und Hausnummer oder Flurstücknummer des Kulturdenkmals, gegebenenfalls auch den Ortsteil. Die Grundsortierung der Liste erfolgt nach dieser Adresse. Der Link (Karte) führt zu verschiedenen Kartendiensten mit der Position des Kulturdenkmals. Fehlt dieser Link, wurden die Koordinaten noch nicht eingetragen. Sind diese bekannt, können sie über ein Tool mit einer Kartenansicht einfach nachgetragen werden. In dieser Kartenansicht sind Kulturdenkmale ohne Koordinaten mit einem roten bzw. orangen Marker dargestellt und können durch Verschieben auf die richtige Position in der Karte mit Koordinaten versehen werden. Kulturdenkmale ohne Bild sind an einem blauen bzw. roten Marker erkennbar.
- Datierung: Baubeginn, Fertigstellung, Datum der Erstnennung oder grobe zeitliche Einordnung entsprechend des Eintrags in der zuständigen Denkmaldatenbank (Landesamt für Denkmalpflege Baden-Württemberg).
- Beschreibung: Kurzcharakteristik des Kulturdenkmals.

## Kernstadt
| Bild           | Bezeichnung                   | Lage                                                                         | Datierung            | Beschreibung | ID |
| -------------- | ----------------------------- | ---------------------------------------------------------------------------- | -------------------- | --- | -- |
| Weitere Bilder | Ensemble von Keltern          | Metzingen, Am Klosterhof 2, 4, 6, 8, Christophstraße 1, 3, 7, 9 (Karte)      |                      | Sieben Keltern und Freifläche |    |
|                | Seldnerhaus                   | Metzingen, Am Klosterhof 9 (Karte)                                           | um 1600              | Eingeschossiger Putzbau mit freiliegendem Giebelfachwerk und Satteldach |    |
| Weitere Bilder | ehem. Wohnhaus                | Metzingen, Am Klosterhof 13 (Karte)                                          | 1579 (d)             | Zweigeschossiger Fachwerkbau mit massivem Erdgeschoss und Zwerchbau. Ehemaliger Pfleghof des Klosters Offenhausen (?) |    |
|                | Seldnerhaus                   | Metzingen, Am Klosterhof 19, 21 (Karte)                                      |                      | Sog. Klostermännerhaus des Klosters Zwiefalten |    |
|                | Wohnhaus                      | Metzingen, Auchtertstraße 5 (Karte)                                          | 1890                 | Fabrikantenvilla. Zweigeschossiger, verschindelter Bau mit Kniestock und gesägten Fensterverdachungen |    |
| Weitere Bilder | Fabrikanlage                  | Metzingen, Auchtertstraße 13, 15, 15/1 (Karte)                               |                      | Zuvor Henning Schmiedetechnik und Maschinenbau, jetzt Motorworld Village Metzingen. |    |
| Weitere Bilder | Martinskirche                 | Metzingen, Bei der Martinskirche 5 (Karte)                                   | 1504-1613            | Evangelische Martinskirche. Dreischiffige Hallenkirche mit Dreiachtelchor, 1504 (d), Kirchenschiff und Sakristei 1507 (d), Turm mit Glockenkammer und Glockenstuhl 1514 (d). Fertigstellung des Turms durch Heinrich Schickhardt: Mauerkrone mit Umgang und Fachwerkaufsatz 1612/13 (d).                                                                                    |    |
| Weitere Bilder | Gewölbekeller mit Kellerhals  | Metzingen, Bei der Martinskirche 13 (Karte)                                  | 1595                 | Über die gesamte Haustiefe reichender Gewölbekeller aus Bruchsteinen, am Rundbogentor bezeichnet 1595. |    |
| Weitere Bilder | Remise                        | Metzingen, Bei der Martinskirche 23 (Karte)                                  |                      | |    |
| Weitere Bilder | Wohn- und Geschäftshaus       | Metzingen, Beim Rathaus 2, 4 (Karte)                                         | wohl um 1650         | Dreigeschossiger Putzbau mit Geschossvorkragungen, Fachwerk über massivem Erdgeschoss. |    |
|                | Wirtshausschild               | Metzingen, Beim Rathaus 8 (Karte)                                            | Ende 19. Jahrhundert | Vollplastische Bärenfigur auf Füllhorn mit Rankenwerk- |    |
| Weitere Bilder | Kirche                        | Metzingen, Bettlinger Weg 3, 5 (Karte)                                       | 1959/60              | Evangelische Friedenskirche mit Gemeindesaal, Kindergarten sowie Mesner- und Kindergärtnerinnenwohnung samt Garten und Freifläche. |    |
| Weitere Bilder | Wohnhaus                      | Metzingen, Eisenbahnstraße 7 (Karte)                                         | 1899                 | Villa Gaensslen. Zweigeschossiger Tuffstein- und Backsteinbau mit Hausteingliederung, Mittelrisalit, Eckerker und zwei Zwerchhäusern sowie Garten mit Einfriedung. Für den Lederfabrikanten Gaensslen von Ortsbaumeister Brenner errichtet. |    |
| Weitere Bilder | Bahnhof                       | Metzingen, Eisenbahnstraße 24 (Karte)                                        | 1859                 | Bahnhofsgebäude. Zweigeschossiger Tuffsteinbau mit Fassadengliederung und Giebeln aus Backstein sowie Arkaden an der Eingangshalle. |    |
| Weitere Bilder | Wohnhaus                      | Metzingen, Elsa-Brändström-Straße 24 (Karte)                                 | 1926                 | Sog. Villa Mohn. Dreigeschossiger Putzbau mit Flachdach, 1932 durch grundlegenden Umbau eines 1926 errichteten Vorgängerbaus, von Architekt Alfred Biesdorf aus Stuttgart für den Direktor und Außenhandelskaufmann Paul Mohn. |    |
|                | Wohnhaus                      | Metzingen, Friedrichstraße 19, Hindenburgstraße 22/1, Schloßstraße 2 (Karte) | Ende 17. Jahrhundert | Zweigeschossiger Putzbau mit Geschossvorkragung an der Traufseite. |    |
| Weitere Bilder | Gewölbekeller                 | Metzingen, Gustav-Werner-Straße 5 (Karte)                                    | 1618                 | Gewölbekeller unter rückwärtigem Hausteil, über die gesamte Haustiefe reichender Gewölbekeller aus Bruchsteinen, am Rundbogentor bezeichnet 1618. |    |
| Weitere Bilder | Wohn- und Ökonomiegebäude     | Metzingen, Gustav-Werner-Straße 21 (Karte)                                   | 1539 (d)             | Zweigeschossiger Fachwerkbau mit Krüppelwalmdach. |    |
|                | Hauszeichen                   | Metzingen, Helferstraße 9 (Karte)                                            | 1775                 | Am Eckständer des Obergeschosses eingeritzte Jahreszahl 1775 mit den Initialen I-G-HS und I-P-M sowie stilisierte Darstellung eines Weberschiffchens. |    |
|                | Wohnhaus                      | Metzingen, Helferstraße 15 (Karte)                                           | 1579                 | Zweigeschossiger Fachwerkbau, an einer Giebelknagge bezeichnet 1579. |    |
| Weitere Bilder | Wohn- und Werkstattgebäude    | Metzingen, Hindenburgstraße 5 (Karte)                                        | 1876                 | Zweigeschossiger Putzbau mit Zwerchhaus, Fensterverdachungen und Jahreszahl 1876 über der Eingangstür sowie angebaute, eingeschossige Werkstatt. |    |
|                | Wohn- und Geschäftshaus       | Metzingen, Hindenburgstraße 6 (Karte)                                        | 1892                 | Zweigeschossiger Putzbau mit einseitigem Walmdach für die Woll- und Weißwarenhandlung Hermann Fischer. |    |
| Weitere Bilder | Wohn- und Geschäftshaus       | Metzingen, Hindenburgstraße 7 (Karte)                                        | 1568                 | Ehemaliges Bauernhaus. Zweigeschossiger, verputzter Fachwerkbau, am vorspringenden Kellerhals bezeichnet 1568 und 1932. |    |
| Weitere Bilder | Wohnhaus                      | Metzingen, Hindenburgstraße 15 (Karte)                                       | 1791                 | Villa Holy, Wohnhaus mit Einfriedung und Garten. Zweigeschossiger Putzbau mit Krüppelwalmdach und zwei Zwerchhäusern über Veranden. 1791 vom damaligen Amtmann Erbe über älterem Keller erbaut, 1905 von Oberamtsbaumeister Graser für die Brauereibesitzerwitwe Linder umgebaut.                                                                                           |    |
|                | Wohnhaus                      | Metzingen, Hindenburgstraße 22, Schloßstraße 2/1 (Karte)                     | nach 1670            | Ehemaliger „Gasthof Ochsen“. Zweigeschossiger Putzbau mit seitlichem Anbau, Geschossvorkragungen und freiliegendem Giebelfachwerk. |    |
| Weitere Bilder | Wohnhaus                      | Metzingen, Hindenburgstraße 24 (Karte)                                       | 1668                 | Zweigeschossiger Putzbau mit Geschossvorkragungen und freiliegendem Giebelfachwerk, im Giebel bezeichnet 1668. |    |
| Weitere Bilder | Geschäftshaus                 | Metzingen, Hindenburgstraße 51 (Karte)                                       | 1875                 | Ehemalige „Villa Völter“. Zweigeschossiger Massivbau aus rotem und gelbem Backstein mit Mansarddach, Fensterverdachungen und Putzrustika im Erdgeschoss. Erbaut von Werkmeister Zwißler für Christian Völter, Fassholzhändler. |    |
| Weitere Bilder | Wohnhaus                      | Metzingen, Hofstraße 1 (Karte)                                               | 1546 (d)             | Wohnhaus mit ehemaligem Dorfbad. Eingeschossiger Putzbau über hohem Sockel mit Anbau auf Stützen, im Keller das bereits im 14. Jahrhundert urkundlich erwähnte Dorfbad mit Kreuzgratgewölbe über 16 Wandpfeilern, dort bezeichnet 1623. |    |
| Weitere Bilder | Sieben-Keltern-Schule         | Metzingen, Konrad-Adenauer-Platz 2 (Karte)                                   | 1908                 | Viergeschossiger Massivbau über L-förmigem Grundriss mit Mansarddach. Erbaut von Stadtbaumeister Rumpp. |    |
| Weitere Bilder | Turnhalle                     | Metzingen, Konrad-Adenauer-Platz 3 (Karte)                                   | 1904/05              | Hallenbau über hohem Sockel mit Krüppelwalmdach und Treppenturm, Backstein mit Putzfeldern als Gliederungselement. Erbaut von Stadtbaumeister Rumpp. |    |
| Weitere Bilder | Gewölbekeller                 | Metzingen, Küferstraße 9 (Karte)                                             | 16. Jahrhundert.     | Gewölbekeller unter der Scheune. 14 m langer Keller aus Bruchstein, Kellerhals mit Satteldach und Rundbogentor, |    |
| Weitere Bilder | Ehemaliger Gasthof zur Linde  | Metzingen, Lindenplatz 1/1 (Karte)                                           | 1770                 | Zweigeschossiger, verputzter Fachwerkbau mit Mansarddach, 1770 als Gasthof „Zum Grünen Baum“ erbaut, später Umbenennung. Seit Ende 19. Jahrhundert Nutzung als Fabrik- und Wohngebäude, ab 1928 Teil der Gewerbeschule. |    |
| Weitere Bilder | Wohnhaus                      | Metzingen, Metzgerstraße 5 (Karte)                                           | 1673 (d)             | Eingeschossiger Putzbau über hohem Sockel mit freiliegendem Giebelfachwerk. |    |
| Weitere Bilder | Wohnhaus                      | Metzingen, Metzgerstraße 6 (Karte)                                           | 1475/76 (d)          | Zweigeschossiger, verputzter Fachwerkbau mit Giebelvorkragungen. |    |
| Weitere Bilder | Wohnhaus                      | Metzingen, Mühlstraße 8 (Karte)                                              | 1780, 1919           | Wohnhaus mit Gerberei. Zweigeschossiger Putzbau mit ehemaligen Gerbereiwerkräumen im Erdgeschoss (1780), sowie rückwärtigem, zweigeschossigem Anbau und seitlich anschließender Gerbereiwerkstätte. Zweigeschossiger Putzbau mit Zwerchhaus und Aufzugsgaupe, 1919. |    |
| Weitere Bilder | Fabrik                        | Metzingen, Mühlstraße 12 (Karte)                                             | 1906                 | Gesenkschmiedegebäude der ehemaligen Eisenwarenfabrik A. Brekle. Backsteingebäude mit geschweiftem Giebel und Hausteingliederung, Erbaut von Werkmeister Ernst Schmid. |    |
| Weitere Bilder | Friedhof                      | Metzingen, Mühlwiesenstraße 2/1 (Karte)                                      | 1571                 | Friedhof mit Ummauerung, Gefallenendenkmal, Aussegnungshalle und Fachwerkgebäude: 1571 als Pestfriedhof angelegt und 1839 erweitert. Aussegnungshalle von 1925 nach Plänen des Stadtbauamts als eingeschossiger Putzbau mit Walmdach und Arkadenvorhalle. Gefallenendenkmal 1923 von Prof. Seytter, Stuttgart, und 1957 sowie Bronzefigur eines Trauernden von Ugge Bärtle. |    |
|                | ehem. Wohnhaus                | Metzingen, Neuffener Straße 1 (Karte)                                        | 1921                 | Villa Winkler, heute Seniorenheim. Eingeschossiger Putzbau mit Mansarddach und Mittelrisalit, erbaut von den Stuttgarter Architekten Hugo Schlösser und Johann Weirether für den Fabrikanten Max Winkler. |    |
| Weitere Bilder | Wohnhaus                      | Metzingen, Nürtinger Straße 3/3 (Karte)                                      | 17. Jahrhundert      | Ehemaliges Bauernhaus, jetzt Wohnhaus. Zweigeschossiger Putzbau mit freiliegendem Fachwerkgiebel. Renoviert 2004. |    |
| Weitere Bilder | Keller                        | Metzingen, Nürtinger Straße 11/1 (Karte)                                     | 1618                 | Kellergebäude, hoher Bruchsteinsockel mit Satteldach, im Giebel Rundbogentor mit eingemeißelter Jahreszahl 1618. |    |
| Weitere Bilder | Scheuer mit Hopfendarre       | Metzingen, Nürtinger Straße 11/3 (Karte)                                     |                      | Tuffstein und Fachwerk über hohem Bruchsteinsockel, hölzerne Lüftungsklappen. |    |
|                | Hopfendarre                   | Metzingen, Nürtinger Straße 15/1 (Karte)                                     | 1868                 | Zweigeschossiger, verputzter Fachwerkbau mit hölzernen Lüftungsklappen, erbaut von Bauwerkmeister Georg Knecht. |    |
|                | Hauszeichen                   | Metzingen, Nürtinger Straße 18 (Karte)                                       | 1770                 | Am Eckständer des ersten Obergeschosses eingeritzte und farbig gefasste Initialen I-L-H-S und Z-I-G-R sowie Jahreszahl 1770 und Darstellung eines Wagenrades, Pfluges und Werkzeugs. |    |
|                | Hopfendarre                   | Metzingen, Paulinenstraße 5 (Karte)                                          | 1868                 | Zweigeschossiger, verputzter Fachwerkbau mit hölzernen Lüftungsklappen, erbaut von Zimmermeister Bazlen. |    |
|                | Wirtshausschild               | Metzingen, Pfleghofstraße 21 (Karte)                                         | 18./19. Jahrhundert. | Schmiedeeiserner Ausleger in klassizistischen Formen, Hängeschild aus Blech in Form einer Sonne. |    |
| Weitere Bilder | Wohnhaus                      | Metzingen, Pfleghofstraße 32 (Karte)                                         | 1897                 | Zweigeschossiger Backsteinbau mit Fassadengliederung aus gelben Ziegeln sowie zwei Zwerchhäusern, erbaut von Oberamtsbaumeister Graser für den Strickwarenfabrikanten J. Grub als Wohn- und Magazingebäude erbaut. |    |
| Weitere Bilder | ehem. Wohn- und Geschäftshaus | Metzingen, Pfleghofstraße 41 (Karte)                                         | 1451/1452 (d)        | Zweigeschossiges Gebäude mit Gewölbekeller, ehem. Pfleghof des Klosters Zwiefalten. Im Kern mittelalterlicher Geschoßständerbau. Umfangreiche Umbauten 1930–1970. 2007 Abbruchgenehmigung des Gemeinderats, Erwerb durch Völter-Stiftung 2012 und Umbau zu einem städtischen Familienzentrum seit 2015.                                                                     |    |
| Weitere Bilder | Wohnhaus                      | Metzingen, Reutlinger Straße 10 (Karte)                                      | 1649                 | Wohnteil eines ehemaligen Bauernhauses. Zweigeschossiger Fachwerkbau, laut Gebäudebrandversicherung 1649. |    |
| Weitere Bilder | Mühlrad                       | Metzingen, Reutlinger Straße 55 (Karte)                                      | 1909                 | Mühlrad der ehemaligen Steffanmühle am Metzinger Ermskanal, mit zugehörigen Einrichtungen zur Wasserregulierung. |    |
| Weitere Bilder | Wohnhaus                      | Metzingen, Schloßstraße 5 (Karte)                                            | 1872/73              | Sogenanntes „Auguste-Völter-Haus“. Anwesen 1935 für karitative Zwecke gestiftet, heute Kindergarten. Zweigeschossiger Putzbau mit Kniestock, Zwerchhaus und Wiederkehr, erbaut von Zimmermeister Gottlieb Knecht für Kommerzienrat Christian Völter, sowie Waschhaus, Massivbau mit Walmdach von 1890 und Gartenpavillon, polygonale Eisenkonstruktion mit Zeltdach.        |    |
| Weitere Bilder | Wohnhaus                      | Metzingen, Schloßstraße 6 (Karte)                                            | 1901                 | Früher Gebäude der 1867 gegründeten Gewerbebank. Zweigeschossiger Backsteinbau mit übergiebeltem Mittelrisalit und Hausteingliederung, erbaut 1901 von Ortsbaumeister Brenner mit Erweiterungen von 1932 und 1937. |    |
| Weitere Bilder | Wohnhaus                      | Metzingen, Schloßstraße 10, 12 (Karte)                                       | 1865                 | Doppelwohnhaus. Zweigeschossiger Putzbau mit Satteldach, erbaut 1865 über älterem Keller. |    |
| Weitere Bilder | Wohnhaus                      | Metzingen, Schloßstraße 18 (Karte)                                           | 1863                 | Zweigeschossiger Putzbau über L-förmigem Grundriss mit Krüppelwalmdach und Fachwerk in den beiden Giebeln, erbaut von Ortsbaumeister Graser für den Arzt Dr. Münsinger. |    |
| Weitere Bilder | Schule                        | Metzingen, Schloßstraße 21 (Karte)                                           | 1768                 | Seyboldschule. 1768 als sogenannte „neue Schule“ erbaut, ab 1910 Frauenarbeitsschule, dann Förderschule. Zweigeschossiger, verputzter Fachwerkbau mit Krüppelwalmdach und Geschossvorkragungen, an den freiliegenden Eckständern des Obergeschosses Inschriften mit Namen der Schulmeister und Initialen der Zimmerleute.                                                   |    |
| Weitere Bilder | Wohnhaus                      | Metzingen, Schreiberei 6 (Karte)                                             | 17. Jahrhundert      | Ehemals Stadtschreiberei. Zweigeschossiger, verputzter Fachwerkbau mit Giebelvorkragungen. |    |
| Weitere Bilder | Gewölbekeller                 | Metzingen, Schreiberei 6 (Karte)                                             | 1582                 | Gewölbekeller unter Ökonomiegebäude. Keller aus Bruchstein, über dem Rundbogentor des Kellerhalses bezeichnet 1582. |    |
| Weitere Bilder | Rathaus                       | Metzingen, Stuttgarter Straße 2 (Karte)                                      | 1662 (d)             | Dreigeschossiger Putzbau mit Dachreiter, hölzernen Zierelementen am Giebel sowie ursprünglich offenen Arkaden im Erdgeschoss, 1662 anstelle des abgebrannten Vorgängerbaus von 1562, heutiges Erscheinungsbild 1902 und 1913/14. |    |
| Weitere Bilder | Brunnen                       | Metzingen, Stuttgarter Straße 2 (Karte)                                      | 1758                 | Achteckiges Becken und Brunnensäule mit Maskenreliefs und Krautkopf (Stadtwappen) aus Sandstein, als Aufsatz eine schmiedeeiserne Wetterfahne. |    |
| Weitere Bilder | ehem. Gasthof                 | Metzingen, Stuttgarter Straße 4 (Karte)                                      | 1650                 | Rathaus II, ehemals Gasthof Hirsch. Zweigeschossiges Gebäude mit massivem Erdgeschoss und vorkragendem Fachwerkgiebel, nach Brand 1634 wohl um 1650 wieder aufgebaut. 1938 Umbau zum Rathaus. Vor dem Gebäude vollplastische Hirschfigur des ehemaligen Wirtshausschildes auf einem Eisenträger.                                                                            |    |
|                | Gasthof                       | Metzingen, Stuttgarter Straße 22, 22/1 (Karte)                               | vor 1706             | Gasthof Adler, ehemals Poststation. 1706 als Gasthof erstmals erwähnt. Dreigeschossiger Putzbau mit Walmdach und massivem Erdgeschoss, samt Scheuer und ehemaligen Stallungen. |    |
| Weitere Bilder | Wohnhaus                      | Metzingen, Stuttgarter Straße 34 (Karte)                                     | um 1840              | Villa Winkler. Zweigeschossiger Putzbau über hohem Sockel mit Balkon und Giebelfußgesims. |    |
| Weitere Bilder | Wohnhaus                      | Metzingen, Ulmer Straße 69 (Karte)                                           | 1677                 | Bauernhaus. Zweigeschossiger Putzbau mit Geschossvorkragungen, Fachwerk über massivem Erdgeschoss, laut Gebäudebrandversicherung 1677 erbaut, Scheunenteil 1. Hälfte 16. Jahrhundert. |    |
| Weitere Bilder | Wohnhaus                      | Metzingen, Ulmer Straße 131 (Karte)                                          | 1893                 | Villa Braun. Zweigeschossiger Backsteinbau mit Ecktürmchen, zwei Zwerchhäusern und Gliederung aus farbigen Backsteinen, erbaut für die Tuchfabrikantenfamilie Braun von Ortsbaumeister Brenner samt Garten und Einfriedung. |    |
|                | Wohnhaus                      | Metzingen, Wilhelmstraße 14 (Karte)                                          | 1490-1526            | Eingeschossiger, verputzter Fachwerkbau über hohem Sockelgeschoss, 1490–95 (d), Gebäudeteil über dem Gewölbekeller 1526 (d). |    |

### Außerhalb der Ortslage
| Bild           | Bezeichnung        | Lage                                 | Datierung | Beschreibung | ID |
| -------------- | ------------------ | ------------------------------------ | --------- | --- | -- |
| Weitere Bilder | Bahnwärterhäuschen | Metzingen, Blauer Rain 33 (Karte)    | 1902      | An der Bahnstrecke Stuttgart-Reutlingen erbautes Wärterhaus. Eingeschossiger Tuffsteinbau über hohem Sandsteinsockel, Kniestock und Giebel in verbrettertem Fachwerk.                                                               |    |
| Weitere Bilder | Weinbergtürmchen   | Metzingen, Weinberg (Gewann) (Karte) | vor 1758  | Massiver Rundturm mit Zeltdach, am Türsturz bezeichnet 1769, jedoch bereits 1758 urkundlich erwähnt. 1888 durch den Verschönerungsverein erneuert und 1893 eingeweiht.                                                              |    |
|                | Schutzhütte        | Metzingen, Weinberg 1 (Karte)        | 1846      | Sog. Herlishäusle. 1846 von der Stadt für die Weinberghüter erbaut, 1890 aufgestockt und mit Umgang versehen, Treppenanbau von 1912. Erdgeschoss aus Tuffstein in den Hang hineingebaut, Obergeschoss aus Backstein mit Satteldach. |    |

## Ortsteil Glems
| Bild           | Bezeichnung | Lage                                     | Datierung       | Beschreibung | ID |
| -------------- | ----------- | ---------------------------------------- | --------------- | --- | -- |
|                | Kelter      | Glems, Eberbergstraße 24 (Karte)         | 15. Jahrhundert | Ehemalige Kelter, heute Obstbaumuseum. Lang gestrecktes Fachwerkgebäude mit Querbau und im Norden abgewalmtem Satteldach, im Kern 15. Jahrhundert, 1893 angebaut, 1454 erste Erwähnung von Weinbau am Ort, 1522 wird erstmals eine Kelter in Glems genannt.                                                                              |    |
|                | Schutzhütte | Glems, Eninger Straße, Stäuchen (Gewann) |                 | Ehemalige Schutzhütte, eingeschossiger Massivbau mit Satteldach. |    |
|                | Bauernhaus  | Glems, Eninger Straße 3 (Karte)          | 17. Jahrhundert | Zweigeschossiger Putzbau mit Satteldach, im Kern wohl 17. Jahrhundert mit Ausstattung des 19. Jahrhunderts. In diesem Haus fand von 1850 bis 1954 die pietistische „Stunde“ statt. |    |
|                | Backhaus    | Glems, Kirchstraße 1 (Karte)             |                 | Eingeschossiger Putzbau mit Satteldach und seitlichem Anbau, Fenster- und Türeinfassungen aus Sandstein, zwei Öfen, 1876. |    |
|                | Schulhaus   | Glems, Kirchstraße 4 (Karte)             | 1706            | Ehemaliges Schulhaus. Zweigeschossiger Putzbau mit Krüppelwalmdach und Dachgauben, im Obergeschoss Wohnungseinbau in ehemaligen Schulsaal, 1706, Schulnutzung bis 1954 sowie angebautes Lehrerwohnhaus, zweigeschossiger Putzbau mit Satteldach, 1722 als Bauernhaus genannt. Bis 1902 waren alle Schulmeister gleichzeitig auch Mesner. |    |
| Weitere Bilder | Kirche      | Glems, Kirchstraße 8 (Karte)             | 1762            | Evangelische Pfarrkirche SS. Laurentius und Hilarius. Verputzte Saalkirche mit im Osten abgewalmtem Satteldach, 1762, Turmstumpf vom mittelalterlichen Vorgängerbau stammend, 1967 Umbau. |    |
|                | Bauernhaus  | Glems, Kirchstraße 20 (Karte)            | 1681            | Wohnteil eines Bauernhauses. Zweigeschossiger, verputzter Fachwerkbau mit Geschossvorkragungen, 1681, Scheunenteil nach Brand 1993 neu erbaut. |    |
|                | Gasthaus    | Glems, Neuhauser Straße 43 (Karte)       | um 1880/90      | Gasthaus Traube. Zweigeschossiges, verputztes Wohn- und Gaststättengebäude mit verwinkelter Dachlandschaft, Umbauten 1930er Jahre. |    |
|                | Denkmal     | Glems, Roßberg (Gewann)                  | nach 1918       | Denkmal für die in den beiden Weltkriegen gefallenen Turner. Sandsteinstele, bekrönt von Eisernem Kreuz, Metalltafel mit Gedenkinschrift und Namen, zusätzliche Namenstafel, nach 1945. |    |

## Ortsteil Neuhausen
| Bild           | Bezeichnung                    | Lage                                                        | Datierung                       | Beschreibung | ID |
| -------------- | ------------------------------ | ----------------------------------------------------------- | ------------------------------- | --- | -- |
| Weitere Bilder | Kraftwerk                      | Neuhausen, In der Au 1 (Karte)                              | 1910                            | Sog. „Wasserschlössle“. Kraftwerk zur Stromversorgung der ehemaligen Spinnerei Eisenlohr in Dettingen. Zweigeschossiger Putzbau mit Walmdach und polygonalem Turm sowie anschließendes, eingeschossiges Maschinenhaus samt technischer Einrichtung, erbaut von Philipp Jakob Manz. |    |
| Weitere Bilder | Bindhof                        | Neuhausen, Bindhof 1 (Karte)                                | 1532/33                         | Ehemaliger Zwiefalter Klosterhof. Rechtwinklig angeordneter Gebäudekomplex, bestehend aus der ehemaligen Scheune mit dem nördlich anschließenden Verwalterhaus, beide von 1532/33 samt Anbau von 1771 sowie dem am Westgiebel der Scheune angebauten Wohn- und Ökonomiegebäude von 1716 und 1823, zweigeschossige Fachwerkbauten mit massivem Erdgeschoss und Krüppelwalmdach. |    |
|                | Wohnhaus                       | Neuhausen, Fabrikgasse 3, 3a (Karte)                        |                                 | Gehöft. Zweigeschossiges, verputztes Wohnhaus mit massivem Sockel sowie freistehende Scheune, Fachwerk mit Walmdach, um 1800. |    |
|                | Fronhof                        | Neuhausen, Fronhof 1, 2, 3, Uracher Straße 24, 24/1 (Karte) | 1579                            | Ehemaliger Fronhof des Klosters Zwiefalten. Lang gestreckter, zweigeschossiger Gebäudekomplex, heute bestehend aus drei Wohneinheiten, in Nr. 1 innen im Giebel bezeichnet 1671, sowie freistehendes, zweigeschossiges Doppelwohnhaus (Uracher Straße 24 und 24/1), wohl ehemals Wohnhaus des Verwalters, verputztes Fachwerk über massivem Sockel, im Rückteil Fachwerk freiliegend, laut Gebäudebrandversicherung 1579 erbaut. |    |
|                | Rathaus                        | Neuhausen, Glemser Straße 1 (Karte)                         | 1843                            | Altes Rathaus. Zweigeschossiger Fachwerkbau mit Walmdach und eingezogenem Eingang mit Säulen, Pläne 1840 von Kreisbaurat Roth, 1843 fertiggestellt. |    |
|                | Kirchturm                      | Neuhausen, Glemser Straße 7 (Karte)                         | 12. Jahrhundert                 | Turm der evangelischen 12-Apostel-Kirche. Verputztes Bruchsteinmauerwerk mit Satteldach, 12. Jahrhundert, 1570 aufgestockt, samt den beiden Epitaphien für den Amtmann Amandus Jäger und seine Gemahlin Sabina Ortholphin, 1632. |    |
| Weitere Bilder | Denkmal                        | Neuhausen, Hofbühl (Gewann) (Karte)                         | nach 1918                       | Denkmal für die im 1. Weltkrieg gefallenen Mitglieder der Freien Turnerschaft Neuhausen. Zwei Granittafeln mit Gedenk- und Namensinschriften auf halbrundem Mauersockel. |    |
|                | Wohnhaus                       | Neuhausen, Insel 8 (Karte)                                  | 1584                            | Bauernhaus. Zweigeschossiger Putzbau mit weiten Geschossvorkragungen und Zwerchhaus, Fachwerk über massivem Erdgeschoss, im Kern 1584 (d), Zwerchhaus 1912 (d). |    |
| Weitere Bilder | Kelter                         | Neuhausen, Kelternstraße 38 (Karte)                         | um 1520                         | Innere Kelter, sogenannte Strasskelter. Um 1520 vom Kloster Zwiefalten erbaut, 1640 zerstört und wieder aufgebaut unter Verwendung von Hölzern des Vorgängerbaus. Ursprünglich offene Halle mit Walmdach, 1970 geschlossen. |    |
| Weitere Bilder | Kelter                         | Neuhausen, Kelternstraße 48 (Karte)                         | um 1520                         | Mittlere Kelter, sogenannte Riedkelter, heute von der Weingärtnergenossenschaft genutzt. Um 1520 vom Kloster Zwiefalten erbaut, 1640 zerstört und wieder aufgebaut unter Verwendung von Hölzern des Vorgängerbaus, 1735 an diese Stelle versetzt und verkürzt, ursprünglich offene Halle mit Walmdach und gemauerter Stube, heute geschlossen. Stuckreliefs von Hans Fritz 1978, Kelterbaum von 1628. |    |
|                | Kelter                         | Neuhausen, Kelternstraße 58 (Karte)                         | um 1520                         | Äußere Kelter, sogenannte Nägelinskelter, heute von der Weingärtnergenossenschaft genutzt. Um 1520 vom Kloster Zwiefalten erbaut, 1640 zerstört und wieder aufgebaut, ursprünglich offene Halle mit Krüppelwalmdach, heute geschlossen, 1980 nach Osten erweitert. |    |
|                | Wohnhaus                       | Neuhausen, Klosterstraße 8 (Karte)                          | Anfang 18. Jahrhundert          | Bauernhaus. Zweigeschossiger Putzbau mit Giebelvorkragungen, Fachwerk über massivem Sockel. |    |
|                | Wohnhaus                       | Neuhausen, Klosterstraße 9 (Karte)                          | 1581                            | Gehöft. Zweigeschossiger Bau, Fachwerk über massivem Sockelgeschoss, an einem Ständer bezeichnet 1581 sowie Scheune, Fachwerk über massivem Sockel. |    |
|                | Ehemaliger Zwiefalter Pfleghof | Neuhausen, Klosterstraße 13, 15 (Karte)                     | 1601                            | 1601 im Auftrag von Klosterpfleger Amandus Jäger von Klosterbaumeister Hans Georg Remelin errichtet: Wohnhaus mit hölzerner Außentreppe (Nr. 13), zweigeschossiger Putzbau mit Giebelvorkragungen, teils freiliegendem Fachwerk über hohem, massivem Sockelgeschoss sogenanntes Schlössle (Nr. 15), Wohnhaus des Klosterpflegers Amandus Jäger, zweigeschossiger Putzbau über hohem Kellergeschoss mit zweiläufiger Freitreppe und profiliertem Türgewände mit Wappen (Jahreszahl 1601 und Initialen A. J.), 1901 nach Brand Obergeschosse neu errichtet, am Keller bezeichnet 1601. Torbogen zwischen Nr. 13 und 15 mit Durchfahrt und Fußgängerpforte, Sandstein-Relief des Baumeisters Remelin und Jahreszahl 1602 sowie nach 1750 angebrachtes Wappen (Uracher Horn). |    |
|                | Backhaus                       | Neuhausen, Klosterstraße 17 (Karte)                         | 1881                            | Eingeschossiger Tuffsteinbau mit Satteldach, erbaut von Oberamtsbaumeister Graser. |    |
|                | Gewölbekeller                  | Neuhausen, Klosterstraße 25 (Karte)                         | 1576/1823                       | Gewölbekeller unter dem Ökonomieteil des Gebäudes, Bruchstein, am Rundbogentor bezeichnet 1576, Gebäude von 1823. |    |
|                | Wohnhaus                       | Neuhausen, Ledergasse 13 (Karte)                            | wohl um 1800                    | Bauernhaus. Zweigeschossiger Putzbau. |    |
|                | Wohnhaus                       | Neuhausen, Uracher Straße 2 (Karte)                         | 1557-1690                       | „Alte Schule“. Zweigeschossiger, verputzter Fachwerkbau über hohem, massivem Kellergeschoss, 1557 (d), 1620 (d), 1690 (d). |    |
|                | Wohnhaus                       | Neuhausen, Uracher Straße 23 (Karte)                        | 16. Jahrhundert                 | Ehemaliges Bauernhaus. Zweigeschossiger Putzbau mit weiter Geschossvorkragung und schmalem, dreigeschossigem Anbau, im Kern 16. Jahrhundert. |    |
|                | Wohnhaus                       | Neuhausen, Uracher Straße 34 (Karte)                        | 1748                            | Bauernhaus. Zweigeschossiger Putzbau, Fachwerk über massivem Sockel, am Scheunentor bezeichnet 1748. |    |
|                | Wohnhaus                       | Neuhausen, Uracher Straße 43 (Karte)                        | wohl 2. Hälfte 17. Jahrhundert. | Bauernhaus. Zweigeschossiger Putzbau mit Geschossvorkragungen, Fachwerk über massivem Sockelgeschoss, |    |

## Abgegangene Kulturdenkmale
| Bild           | Bezeichnung | Lage                                   | Datierung             | Beschreibung | ID |
| -------------- | ----------- | -------------------------------------- | --------------------- | --- | -- |
| Weitere Bilder | Gasthaus    | Metzingen, Pfleghofstraße 4, 6 (Karte) | Mitte 18. Jahrhundert | Gasthaus zum Rad. Zweigeschossiger Putzbau mit Geschossvorkragungen, Fachwerk über massivem Erdgeschoss. Nach einem Brand am 24.11.2024 zerstört und im Jahr 2025 abgerissen. |    |